# Cygne (héraldique)
Cet article concerne la figure héraldique. Pour le genre d'oiseaux, voir Cygne. Pour les autres significations, voir Cygne (homonymie).

Figure héraldique du cygne passant.

Le cygne est, en héraldique, une figure naturelle qui s'inspire de l'oiseau du même nom. Relativement peu fréquent sur l'écu tout au long du Moyen Âge, cet animal est en revanche à compter du XIVe siècle, une figure courante des ornements extérieurs de l'écu, en particulier le cimier et les supports, de même que sur les devises et emblèmes personnels.
Sa fréquence sur l'écu augmente considérablement à partir du XVIIe siècle, au moment où le répertoire des meubles et figures du blason s'accroît et se diversifie.

## Histoire
Le cygne apparaît tôt dans le bestiaire héraldique. Vers 1200, il est déjà présent parmi la vingtaine d'espèces animales ornant les blasons repérées par Michel Pastoureau. Cependant, si sa présence est ancienne, le cygne demeure un animal relativement peu fréquent dans l'héraldique au cours de la période médiévale. Bien que les oiseaux figurent dans près de 10 % des armoiries portées entre les XIIIe et XVe siècles, à peine 2 % d'entre elles représentent un cygne. Michel Pastoureau et Laurent Hablot, spécialistes de l'emblématique médiévale, proposent d'expliquer cette rareté par le caractère ambivalent du cygne dans les bestiaires médiévaux.

Ainsi, selon Hugues de Fouilloy, rédigeant son De avibus (Le Livre des oiseaux) entre 1130 et 1160 : 

« La blancheur du cygne est le symbole du converti. Le cygne a un plumage blanc mais une peau noire. Allégoriquement la couleur blanche du plumage signifie le prétexte sous lequel la peau noire est dissimulée. Parce que le péché de chair est dissimulé par divers prétextes. Lorsque le cygne nage sur la rivière, il tient son cou dressé, parce que l'homme fier, entaché par des possessions matérielles, se rengorge lui-même de posséder des biens transitoires. On dit que le cygne produit un chant d'une immense douceur lorsqu'il est à l'agonie. De même, à la fin de sa vie le fier prend toujours plaisir à la douceur de ce monde, et mourant, il se souvient de ses mauvaises actions. Mais lorsque le cygne est privé de son plumage neigeux, placé sur une broche, il est mis à rôtir dans les flammes. De même, une fois mort, le riche orgueilleux, dépouillé de sa gloire terrestre, est précipité dans les flammes de l'enfer, où il est son châtiment, de sorte que celui qui avait coutume de rechercher les plus viles nourritures, descendu aux abysses, devient nourriture pour les flammes. »

Sa fréquence sur l'écu augmente considérablement à partir du XVIIe siècle, au moment où le répertoire des meubles et figures héraldiques s'accroît et se diversifie. L'héraldiste Théodore de Renesse dénombre à la fin du XIXe siècle 774 familles européennes ayant un cygne ou une tête de cygne sur leur blason. À titre de comparaison, le même auteur ne compte que 12 familles arborant le rat — une figure beaucoup moins appréciée — sur leur écu.

## Attributs
Pour un article plus général, voir Attribut (héraldique).
Quand rien n'est précisé, le cygne est représenté passant, les ailes fermées et tourné vers la gauche.
Le cygne est dit becqué, langué (ou lampassé) ou membré, suivant que son bec, sa langue ou ses pattes sont d'une couleur différente de celle du corps.
Navré, il est transpercé d'une flèche ou d'un dard.
Lorsqu'il est posé sur une onde, c'est-à-dire qu'il paraît nager sur une mer ou une rivière, il est dit nageant.

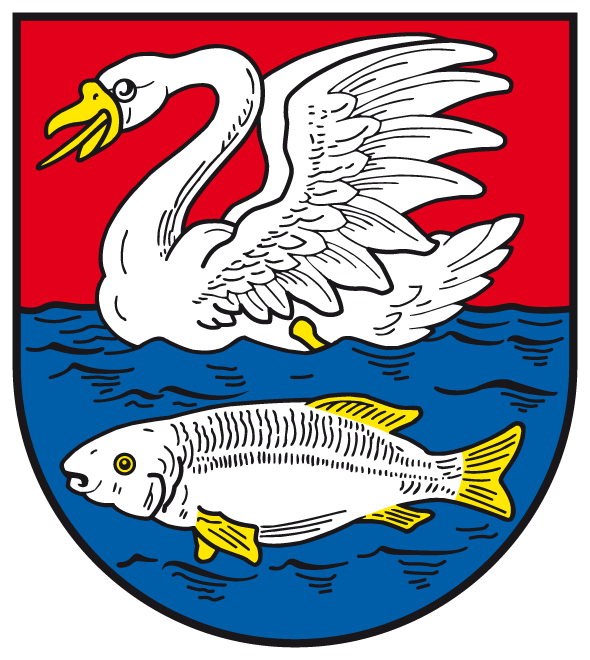
Becqué et lampassé De gueules à un cygne d'argent becqué et lampassé d'or nageant sur une onde d'azur dans laquelle nage sous lui un poisson aussi d'argent loré d'or. Ville de Nachterstedt, Allemagne.
Éployé D'azur à un cygne éployé d'argent accosté de deux cailloux d'or et accompagné en chef et en pointe de deux croisettes recroisetées au pied fiché de même. Commune de Serrouville, France.
Col de cygne Parti, au 1 de gueules au col de cygne arraché d'argent, au 2 du même au lion de sable et à la bordure aussi de gueules. Commune de Wœrth, France.
Essorant De gueules au cygne essorant d'or posé sur une terrasse de sinople, tenant de sa patte dextre et becquetant un rameau du même, au chef cousu d'azur chargé de trois fleurs de lys d'or Commune de Buzet-sur-Tarn, France.

## Héraldique imaginaire
Pour un article plus général, voir Héraldique imaginaire.

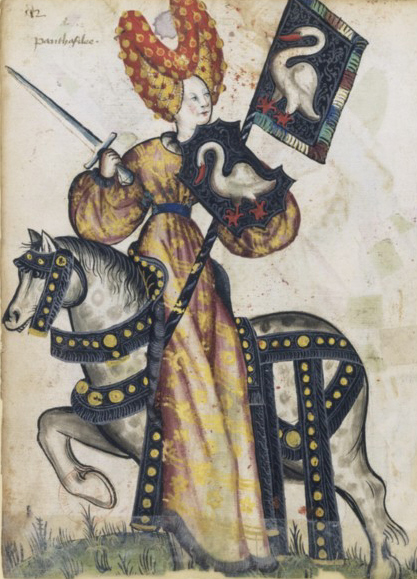
Exemple d'armoiries imaginaires : Penthésilée, reine des Amazones, représentée comme l'une des Neuf Preuses avec ses armes au cygne (Petit armorial équestre de la Toison d'or, vers 1460-1470).

Dans le premier quart du XIIIe siècle, Wolfram Von Eschenbach crée dans son Willehalm (en) le personnage sarrasin de Josweiz. Né d'un père blanc, Matusales et d'une mère noire, une Africaine de Jetakranc, Josweiz a la peau noire et blanche et ses armes représentent un cygne blanc aux pattes et au bec noirs, reflet fidèle de son apparence et de sa filiation.
Dans les armoriaux imaginaires des chevaliers de la Table ronde du XVe siècle étudiés par Michel Pastoureau, le cygne n'est qu'exceptionnellement employé. Ne figurant sur aucun écu, il n'est utilisé que dans les cimiers et supports de deux chevaliers jouant un rôle mineur. Le roi Urien de Gorre, beau-frère d'Arthur et père d’Yvain, a pour supports deux cygnes d'argent, becqués et membrés de sable. Patrides le Hardi, neveu de Baudemagu, a pour cimier une tête et un col de cygne d'argent, becqué de sable et pour supports deux cygnes d'argent, becqués et membrés de sable.

## Armes parlantes
Pour un article plus général, voir Armes parlantes.

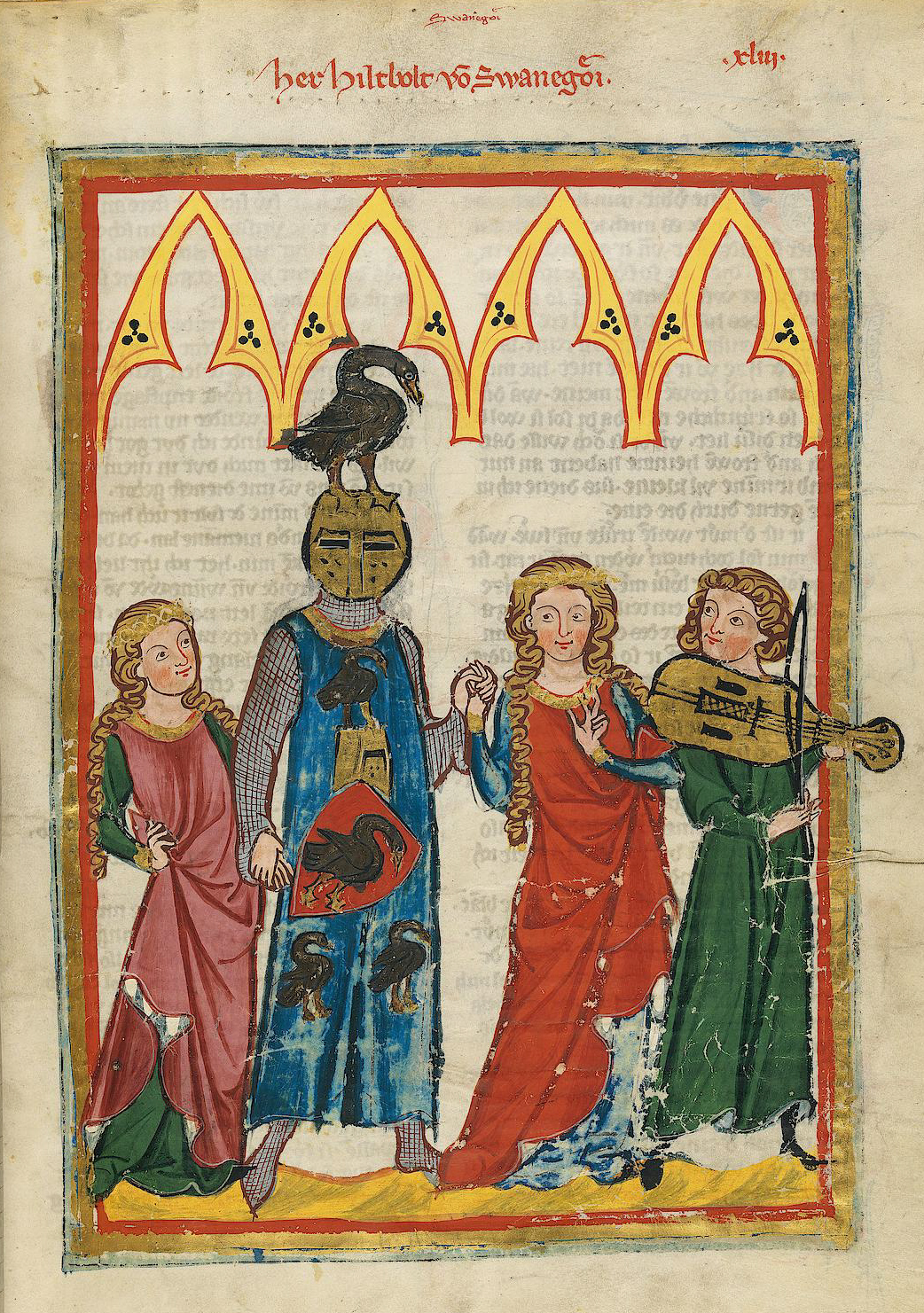
Exemple d'armoiries parlantes : Le Minnesänger Hiltbolt von Schwangau (Schwan = cygne en allemand) et ses armes au cygne, répété cinq fois (Codex Manesse, entre 1305-1340).

Selon Michel Pastoureau, le cygne serait, contrairement à d'autres oiseaux comme le coq et le corbeau, rarement employé dans les armes parlantes. Cependant, les exemples sont relativement abondants dans les pays de langue germanique (Schwan, cygne en allemand), notamment Schwangau, Schwanberg, Schwanheim, Schwanenberg, Hohenschwangau et Merenschwand.
L'un des exemples les plus célèbres d'armes parlantes avec un cygne est celui du dramaturge Jean Racine, dont le blason familial représentait, sous forme de rébus, un rat au-dessous d'un cygne (Racine ≈ rat-cygne). Appréciant peu la figure du « vilain rat » qui « [le] choquait », Jean Racine ne conserva que le cygne dans les armes qu'il fit enregistrer en 1697 en conformité avec l'édit royal de novembre 1696 : D'azur au cygne d'argent becqué et membré de sable..

Exemples d'armes parlantes avec un cygne
Blason de Merenschwand.
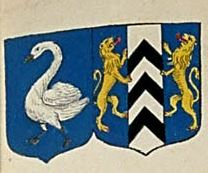
Blason de Jean Racine (à gauche) et de son épouse Catherine de Romanet dans l'Armorial général de France.

## Figures apparentées

### Oie ou jars
Il peut être difficile de distinguer le cygne de l’oie dans certaines représentations artistiques, en raison de leur morphologie semblable (les deux appartiennent à la famille des Anatidés) et de la couleur blanche qu'ont en commun toutes les espèces de cygnes de l'hémisphère nord et plusieurs races d'oie domestique. Cette confusion peut se retrouver en héraldique.

### Alcyon
L'alcyon est, d'après la mythologie grecque, un oiseau aquatique fabuleux qui faisait son nid sur les flots de la mer. Souvent identifié avec le martin-pêcheur, la mouette, le pétrel, le goéland ou le cygne, il est figuré dans ses plus anciennes représentations héraldiques comme un martin-pêcheur dans son nid, donc comme un oiseau de taille moyenne, au bec pointu. L'apparence de l'alcyon s'est ensuite modifiée puisque ses représentations plus tardives en font une « sorte de cygne, représenté dans son nid et voguant sur les flots ».

Quelques figures héraldiques apparentées au cygne
Blason de la commune suisse de Gansingen, arborant une oie.
Figure héraldique de l'alcyon.